# Ernest Rogez
Ernest Clovis Rogez (* 16. März 1908 in Tourcoing; † 24. März 1986 in Armentières) war ein französischer Wasserballspieler.

## Karriere
Rogez nahm an den Olympischen Spielen 1928 in Amsterdam teil. Hier erreichte er mit der französischen Nationalmannschaft den dritten Rang und sicherte sich somit Bronze.